# L'Estany
|  | Per a altres significats, vegeu «Estany (embassament)». |

L'Estany és un poble, cap del municipi del seu nom, pertanyent a la comarca del Moianès des de la creació d'aquesta el 2015. Abans estava adscrit a la comarca del Bages.
És al nord del centre de la comarca del Moianès, al límit amb Osona pel costat nord-est. Eclesiàsticament pertany al Bisbat de Vic, dins de l'arxiprestat del Moianès, i al partit judicial de Manresa, ciutat de la qual depèn des del punt de vista de l'Administració d'Hisenda i del registre de la propietat.

CCdSJ

El Camí català de Sant Jaume creua el municipi
|                   | Santa Maria d'Oló |            |
| Santa Maria d'Oló |                   | Muntanyola |
|                   | Moià              |            |

| 1497 f | 1515 f | 1553 f | 1717 | 1787 | 1857 | 1877 | 1887 | 1900 | 1910 |
| ------ | ------ | ------ | ---- | ---- | ---- | ---- | ---- | ---- | ---- |
| 9      | 4      | 10     | 209  | 244  | 623  | 638  | 497  | 440  | 447  |

| 1920 | 1930 | 1940 | 1950 | 1960 | 1970 | 1981 | 1990 | 1992 | 1994 |
| ---- | ---- | ---- | ---- | ---- | ---- | ---- | ---- | ---- | ---- |
| 439  | 494  | 453  | 491  | 457  | 365  | 382  | 386  | 373  | 373  |

| 1996 | 1998 | 2000 | 2002 | 2004 | 2006 | 2008 | 2010 | 2012 | 2014 |
| ---- | ---- | ---- | ---- | ---- | ---- | ---- | ---- | ---- | ---- |
| 382  | 390  | 398  | 404  | 405  | 383  | 385  | 389  | 398  | 407  |

| 2016 | 2018 | 2020 | 2022 | 2024 | 2026 | 2028 | 2030 | 2032 | 2034 |
| ---- | ---- | ---- | ---- | ---- | ---- | ---- | ---- | ---- | ---- |
| 404  | 393  | 408  | 391  | 401  | -    | -    | -    | -    | -    |

L'Estany, terme i població

La major part del terme municipal de l'Estany està formada per la plana on hi havia hagut l'estany que va donar nom al poble, que està arrecerat al nord pel serrat del puig de la Caritat. S'alça a la vora d'on hi havia l'estany, ja desaparegut, que havia estat un bon lloc per a la caça des de temps prehistòrics.
En èpoques de forta secada, les aigües de l'estany baixaven de nivell i creaven aiguamolls que constituïen un bon entorn per diverses aus, com els ànecs.

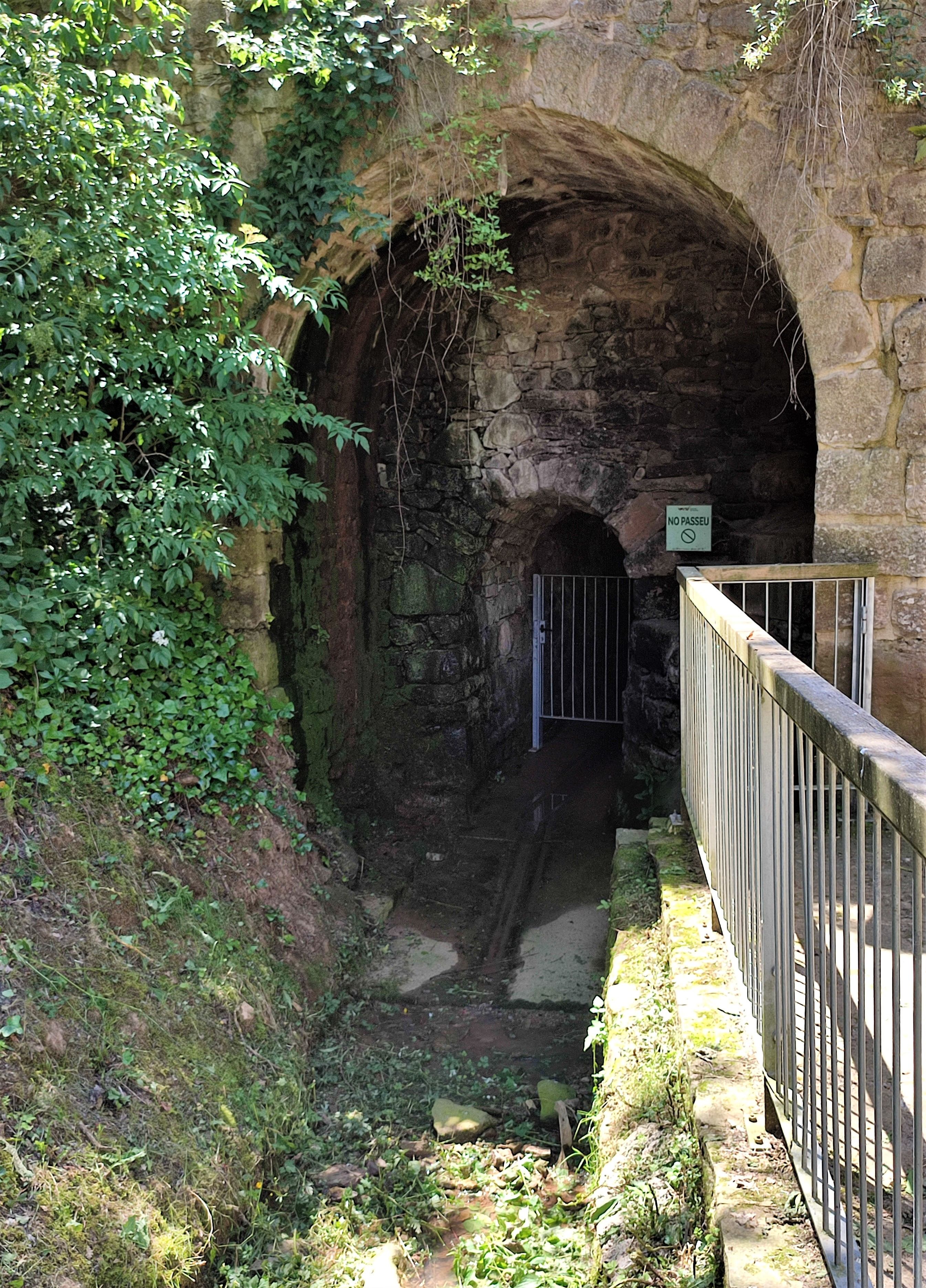
Entrada de la mina

El 1554 l'abat Carles de Cardona manà ampliar el sistema de recs i canals existents per tal d'escórrer les aigües de l'estany. La intenció era evitar que l'aigua estancada fes proliferar insectes que escampessin epidèmies de paludisme. En aquells anys hom culpava l'aigua de l'estany de la insalubritat de la zona. D'altra banda, interessava ampliar les terres de conreu. La mina, tal com la coneixem actualment, va ser construïda entre els anys 1734 i 1737, pels decisió dels canonges que administraven el poble i el terme de l'Estany. La mina, construïda en pedra seca, fa 425 metres de llargada dels quals 390 m. són coronats per una volta de canó i la resta amb llosa plana,;1,10 metres d'amplada i 2,40 metres d'alçada.
Tot i així, l'antiga conca lacustre de l'estany encara es torna a entollar en èpoques de grans pluges, com per exemple l'any 1969, que es va omplir fins a vessar.
A ponent de la conca de l'Estany hi ha una zona orogràficament molt accidentada, organitzada a partir de les valls que formen el torrent del Gomis i el riu Sec, afluents de la riera de Malrubí i, a través seu, del Llobregat. Al nord hi ha la conca de la riera de l'Estany i a llevant, la de la riera de Postius, que aflueixen, totes dues, a la riera d'Oló, afluent de la Gavarresa, també de la conca del Llobregat.

## Geografia
- Llista de topònims de l'Estany (Orografia: muntanyes, serres, collades, indrets..; hidrografia: rius, fonts...; edificis: cases, masies, esglésies, etc).

## Perímetre del terme municipal
És l'inici de la descripció del perímetre del terme de l'Estany al límit sud-oriental del terme, en el vessant sud-occidental del puig Espeltós, punt de trobada dels termes de l'Estany, Muntanyola i Moià.

### Termenal amb Moià
Des del puig Espeltós, el límit dels termes municipals davalla cap al sud-oest, fent diverses inflexions, travessa la riera de Postius, i s'enfila cap al Serrat de l'Horabona, al collet de Cantallops. Des d'aquest lloc, gira cap a ponent, passant a migdia de Cal Costa i Cal Jan i al nord del turó de l'Empedrat i de la masia de Comes Nou. Travessa la carretera C-59, i en el moment que arriba al nord-oest de Comes Nou i al sud-est del Serrat Febrer; en aquest lloc torç de sobte cap al nord, passant a prop i a ponent del Raval del Prat, fins que, en arribar a ponent de Cal Rotllan, baixa de cop cap al nord-oest seguint el riu Sec. Segueix aigües avall cap al nord-oest i després cap a l'oest, fins que aflueix en aquest riu el torrent del Gomis, just al nord del Salt del Ca. En aquest lloc hi ha els termes municipals de l'Estany, Moià i Santa Maria d'Oló.
Es tracta d'un termenal de quasi 6 quilòmetres. En terres de l'Estany queden les heretats de Cal Costa i Cal Jan, Cal Canet, Cal Rei, Cal Rotllan, el Masot i Puigmartre, i en les de Moià, la Monjoia, Garfís, Comes Nou i el Soler de Terrades.

### Termenal amb Santa Maria d'Oló
Des del punt anterior, la línia divisòria dels termes municipals de l'Estany i de Santa Maria d'Oló arrenca cap al nord-est seguint aigües amunt el torrent del Gomis, fins que aquest torrent rep per l'esquerra un torrentet que baixa de l'extrem de ponent de la Serra de l'Estany. S'enfila per aquest torrent, fins a la carena de la serra, la carena de la qual segueix cap a llevant, passant pel Turó del Gomis, fins al seu extrem nord-est. Allí, el termenal davalla cap al nord-oest, deixant la masia de l'Heura a ponent i la important masia del Castell a llevant. Quan arriba a la cota 750, torç cap al nord-est fent un arc al nord-oest del Castell, travessant la Serra del Castell i arribant al cim de la Carena del Castell.
En aquell punt, la línia de terme trenca cap al sud-est seguint la Carena del Castell, i, passant al nord-est i a l'est de la masia del Castell, va davallant per travessat la riera de l'Estany i la carretera C-59 a prop i al nord-oest del Molí del Castell. Discorre al nord-est i a l'est d'aquest molí, i s'adreça a l'extrem meridional del Serrat de la Vila, al nord del Collet de l'Albergínia, des d'on s'adreça al nord-est fins al cim d'un turó de 850,5 metres d'altitud, on hi ha la fita de trobada dels termes de l'Estany, Santa Maria d'Oló i Muntanyola.
És un traçat de 6,2 quilòmetres, que, en terres de Santa Maria d'Oló, passa per terres de Rubís, el Mas de Sant Miquel, la Rovirassa, l'Heura, Vilanova, Sant Feliuet de Terrassola, el Pla, la Sala i la Vila. En el terme de l'Estany travessa les propietats del Masot, Puigmartre, Montfred, el Castell, el Molí del Castell i Cal Noè.

### Termenal amb Muntanyola
Des del punt anterior, el termenal s'adreça cap al sud, molt lleugerament decantat cap a l'est, per pujar al Serrat de la Solana del Castell i arribar a prop al nord-est de Cal Noè, des d'on, seguint el vessant sud-est del serrat, baixa cap a la riera de Postius a sota i al sud-oest de la masia de Postius, a l'extrem nord-oest del serradet de la Pedrosa. Quan ateny la riera, el termenal segueix el curs d'aigua cap a migdia, aigües amunt, deixant a llevant la masia de la Casa Nova de la Vall i la Font Canaleta, i a ponent la de Senties. En arribar a migdia d'aquesta masia, a l'extrem meridional del Serrat del Vilardell, la línia de terme puja cap al sud-est en direcció al Puig Espeltós, on conflueixen els termes entre l'Estany, Muntanyola i Moià, on ha començat aquesta descripció.
Es tracta de 3,6 quilòmetres, que discorren per terres de Cal Noè i de Senties, pel costat de l'Estany, i de Postius i la Casa Nova de la Vall, pel de Muntanyola.

## Poble

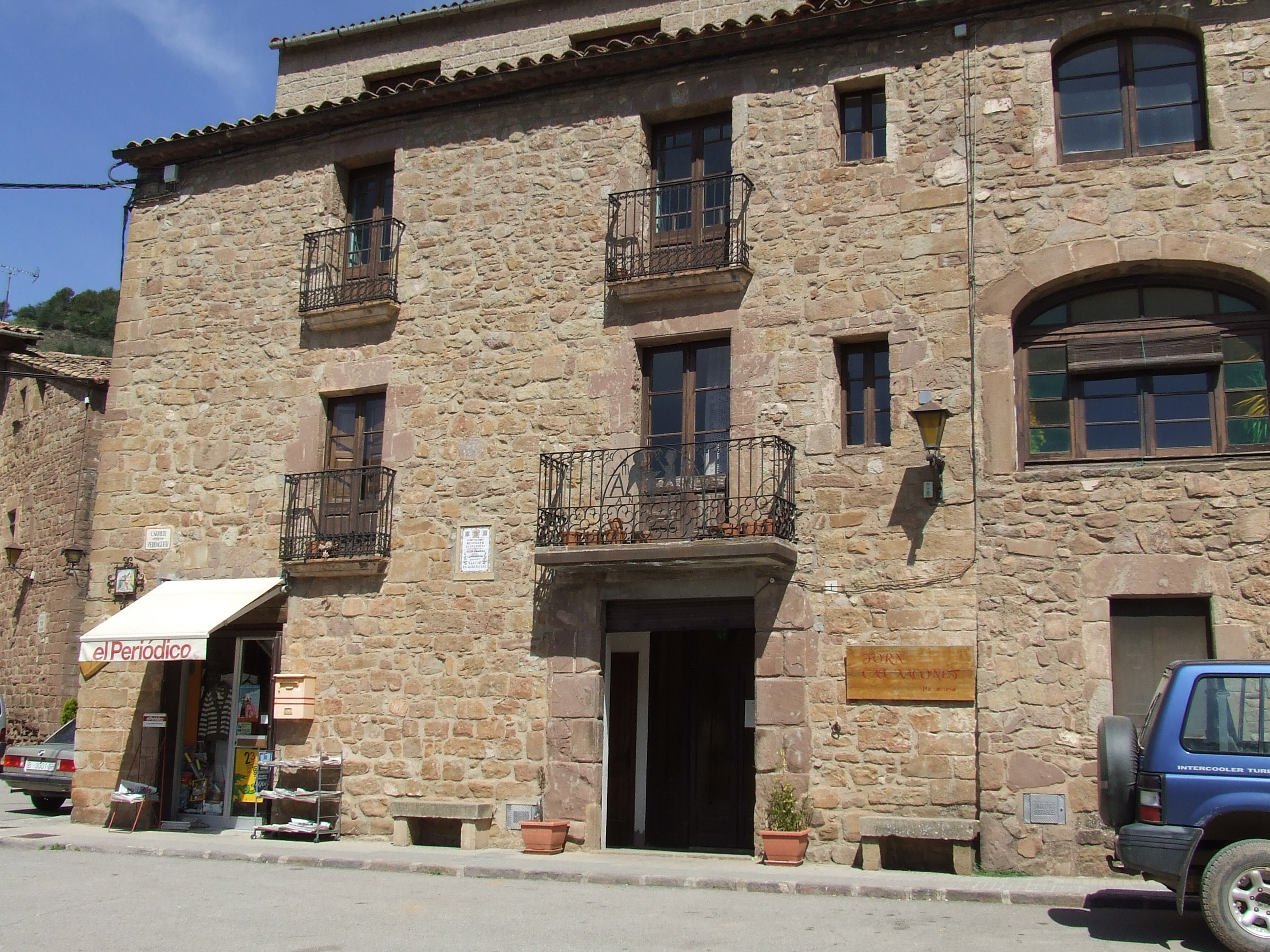
Casa pairal del Ferrer de l'Estany, el poeta, Mestre en Gai Saber, Felip Graugés i Camprodon

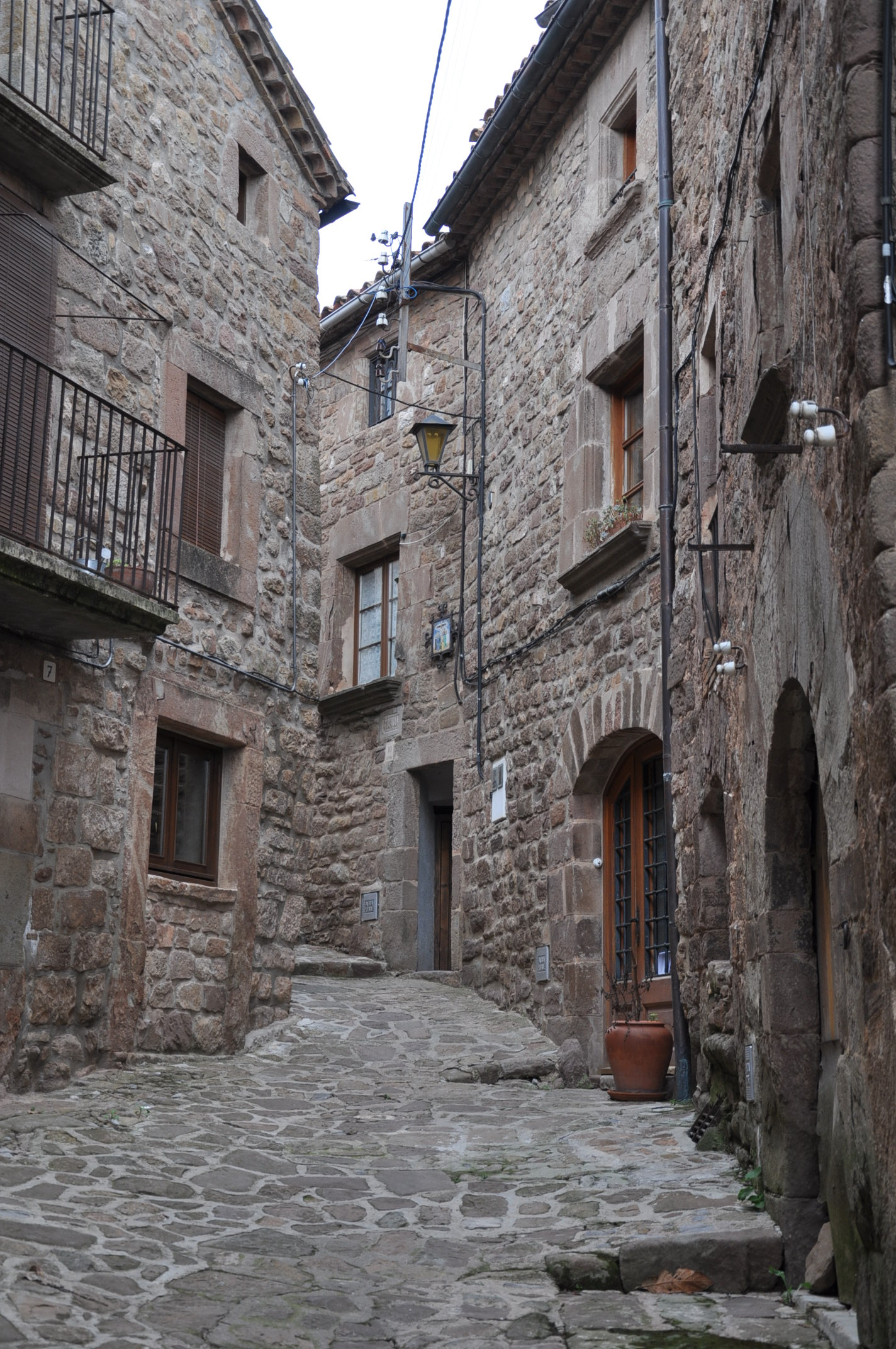
Una estret carrer de l'Estany.

El poble de l'Estany i el Raval del Prat són les dues úniques entitats de població agrupada del terme. Són molt a prop, el poble al nord i el Raval del Prat al peu de l'antic camí de Moià, un quilòmetre a migdia del poble. El raval és, de fet, una agrupació de masies arrenglerades al llarg de l'antic camí.
| Entitat de població | Habitants (2023) |
| l'Estany            | 389              |
| el Raval del Prat   | 16               |
| Font: Idescat       |                  |

L'Estany aprofita el marge oest del pla de l'estany. Al lloc més baix hi ha el monestir de Santa Maria de l'Estany, amb la Plaça del Monestir al davant de la porta d'accés al conjunt monumental, on hi ha l'església, el claustre, el museu i l'arxiu. També hi ha, en antigues dependències del monestir, la Casa de la Vila de l'Estany. En aquest sector pla s'han obert diversos carrers amples que enllacen el poble amb la carretera C-59, que discorre pel que antigament era la vora de l'estany. En l'actualitat hi ha ja algunes construccions en el que era el llac: la Zona Esportiva Municipal i tot de cases de nova construcció al sud del Molí del Grau i de la casa de Betlem, en els llocs on s'estenien les Saleres del Grau i el Camp de Sant Pere.
Tota aquesta zona edificada al pla, però, no correspon al poble antic de l'Estany. Prenent com a referència el monestir, el poble vell s'enfilava pels costers que estan entre el nord i el sud del poble. El Carrer Major surt de la Plaça del Monestir cap a ponent, recorre la part central del poble vell, i acaba en el Carrer de Rodors, per on sortia el camí de Rodors, a través del qual es comunicava amb Moià. Aquest camí passa pel Collet de Cal Parrella i mena fins al Raval del Prat. A la zona on deixa de ser Carrer Major per passar a ser Carrer de Rodors hi havia l'antiga església parroquial de Santa Coloma, de la qual es coneix l'emplaçament i poca cosa més, al voltant de la qual hi havia la Sagrera.
Des de la mateixa Plaça del Monestir s'enfila cap al nord el característic Carrer dels Frares, que té continuïtat cap al nord-oest pel Carrer de Sant Pere, que mena al Collet de Sant Pere, on hi havia hagut la capella de Sant Pere del Coll de la Crossa, per on sortia el camí cap a Santa Maria d'Oló.

### El Raval del Prat
El Raval del Prat, antigament anomenat dels Caputxins, és a un quilòmetre al sud de l'Estany, al llarg del camí de Rodors i Moià, formava un petit contínuum urbà amb les masies, quasi del tot arrenglerades de nord a sud, de Cal Rotllan, Cal Xipiró, Ca l'Alberg, Cal Rei, Ca la Pereta, Cal Creu i Cal Canet.

### Masies del terme
Tot i que el terme municipal de l'Estany no és gaire gran, tenia un nombre considerable de masies. En l'actualitat, però, subsisteixen sobretot les més ben comunicades. Al nord de la població hi ha les de la Crossa, el Castell i el Molí del Castell. Al nord-est hi ha les de Cal Noè i Senties, a llevant -de nord a sud- el Molí del Grau i les masies de Betlem i la Carrera, al sud, les de Cal Jan i Cal Costa, a més del ja esmentat Raval del Prat, i a ponent, Montfred, Puigmartre, el Masot i Cal Parrella.

### Polígon Industrial de l'Estany
Tot i que es tracta d'un poble petit, té també el seu polígon industrial. És en el sector nord-oest de l'antic estany, quasi un quilòmetre al nord del poble. Es tracta de mitja dotzena de naus industrials connectades amb la carretera a través de camins rurals amples i en bon estat, però sense trama urbanística organitzada.

### Zona esportiva municipal
Pràcticament formada només per una piscina senzilla i una d'infantil, una pista descoberta per a esports col·lectius i els vestidors, la Zona esportiva municipal de l'Estany és a llevant del poble i de la carretera C-59, a prop del monestir i, per tant, del centre del poble.

## Història

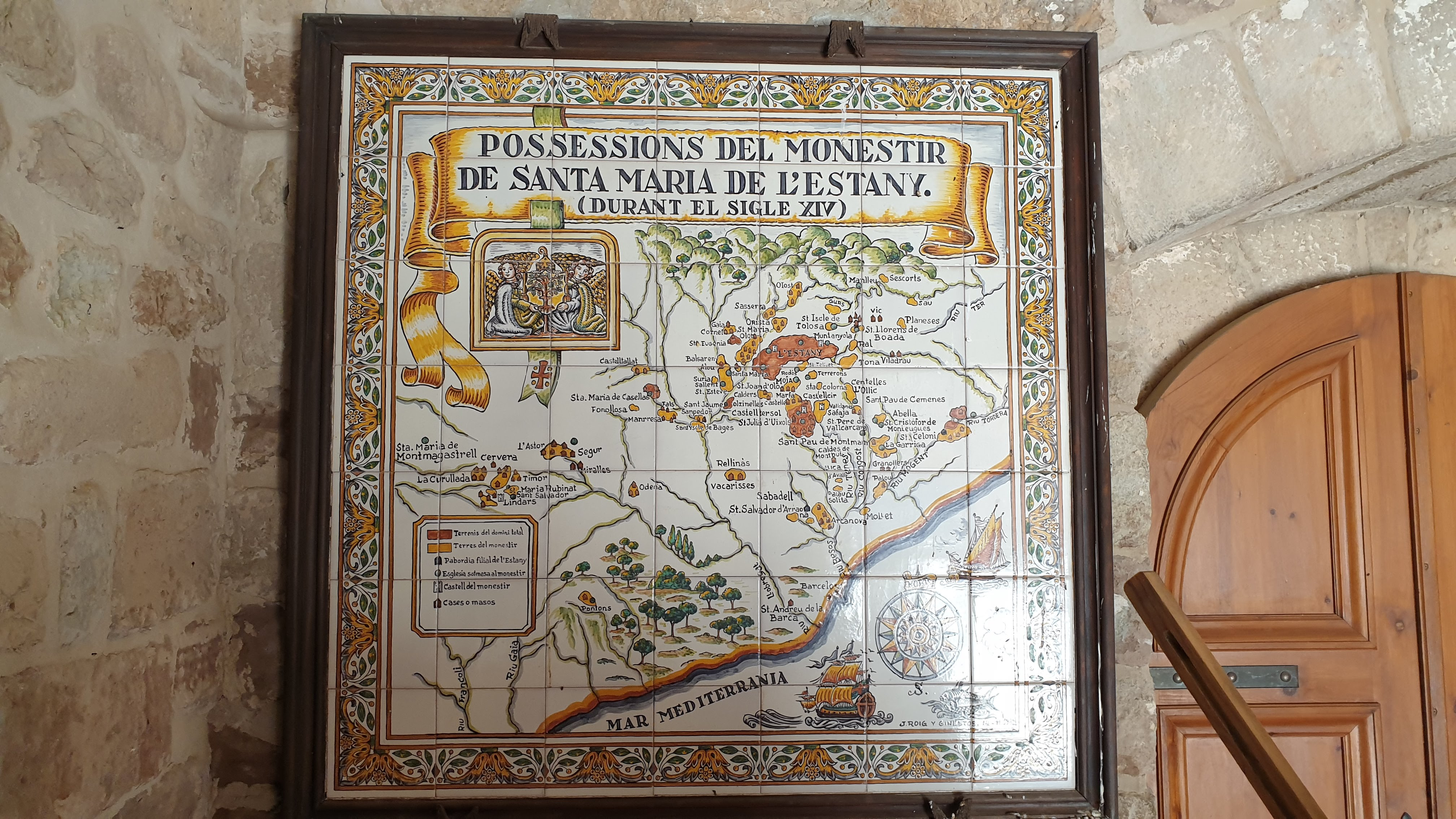
Possessions del Monestir de L'Estany

La història del municipi va associada al monestir de Santa Maria de l'Estany. La primera referència de l'existència de l'Estany és a un document de l'any 927. El 990 el noble Sendred de Gurb dona l'església de l'Estany a la seu de Vic però és el 1080 quan s'hi fundà la congregació de clergues o canonges de l'Orde de Sant Agustí. El 3 de novembre de 1133 consagra l'església l'arquebisbe de Tarragona Sant Oleguer de Barcelona acompanyat del bisbe de Vic, Ramon Gaufred, i el de Girona, Berenguer de Dalmau. El 1264 el monestir és erigit abadia i en va ser el primer abat Ferrer de Calaf. El 1375 la comunitat constava de dotze canonges i dotze beneficiats. Com en molts llocs de Catalunya, l'Estany també fou sacsejat pel terratrèmol de Catalunya de 1448 que enderrocà les voltes de l'església i el campanar. El 1451 en feren les obres de restauració.

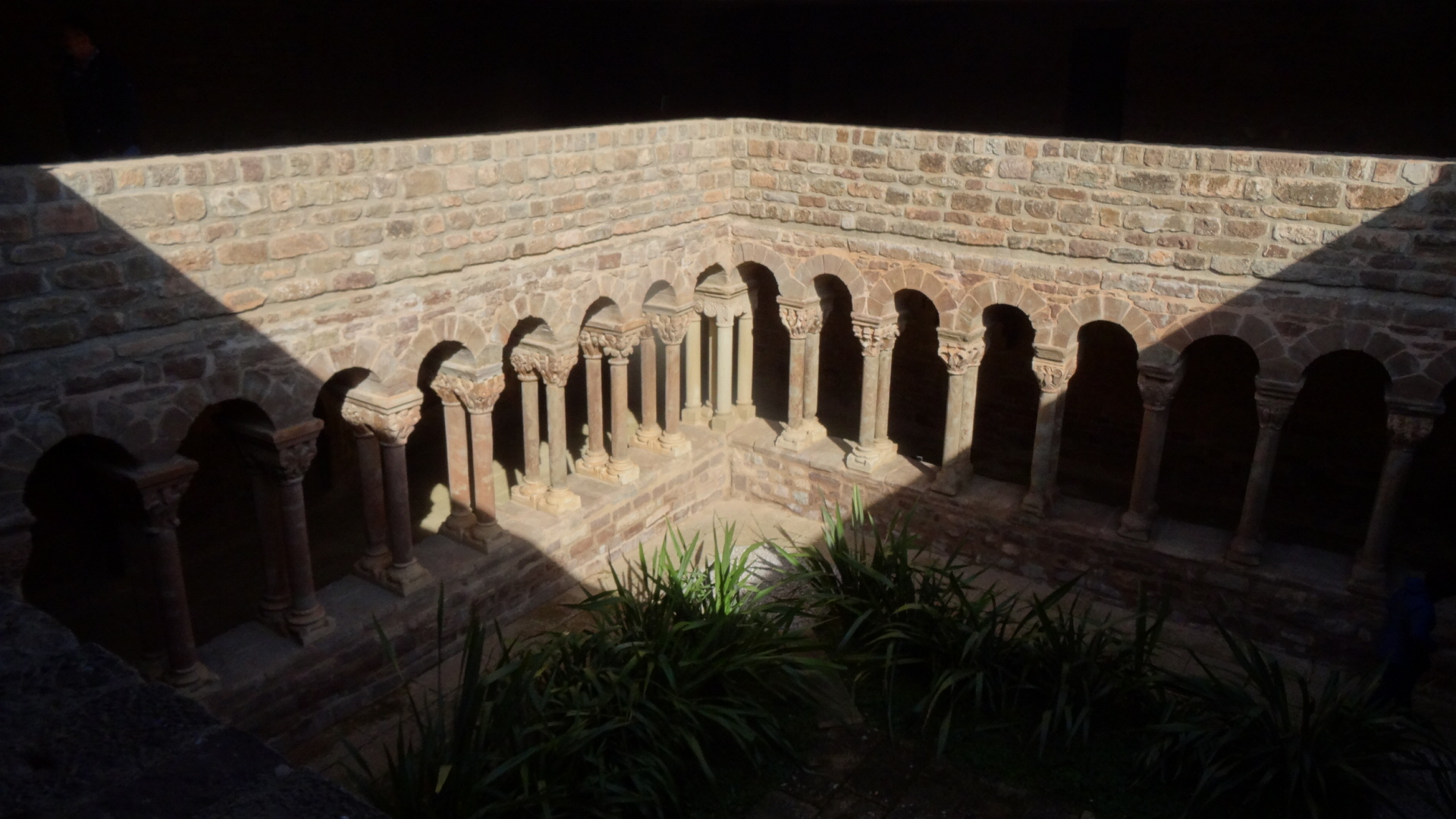
Claustre del Monestir

El 1595, per ordre de Felip II de Castella, el papa Climent VIII extingeix les "canòniques agustinianes" a Espanya i el 1603 la comunitat torna a l'Estany amb caràcter de col·legiata. El 1775 es produeix l'extinció de la comunitat i l'església passa a ser parròquia, tot i que fins ben modernament ha conservat un caràcter especial, amb el títol d'arxiprestat.
El poble nasqué a la vora del monestir i, encara que la seva gent seguia de prop els afers del monestir, feia vida a part; tenia l'església de Santa Cecília per al seu servei religiós. La seva dedicació ha estat tradicionalment l'agricultura i la ramaderia, fins que a principis del segle xx començaren a arribar petites indústries tèxtils.
A l'Estany van néixer Josep Tresserras i Molera i Joan Codina Puigsaulens, tots dos historiadors locals. També Felip Graugés i Camprodon (1889-1973), ferrer i insigne poeta Mestre en Gai Saber, i Josep Roig i Ginestós (1898-1993), notable ceramista.
El 3 de juny de 1931 el monestir fou declarat Monument Nacional i el 1966 començaren les obres de restauració, que s'inauguraren el 9 i el 12 d'abril del 1970.

### Edat contemporània
Pascual Madoz parla d'Estañy (Sta. Maria del) en el seu Diccionario geográfico... del 1845. S'hi refereix dient que és en una ampla vall envoltada per muntanyes cobertes de neu tot l'hivern; té bona ventilació i el clima hi és sa. El terme participa de pla i de muntanya, amb terra de qualitat mitjana. Creuaven el terme diversos camins locals. La producció era de blat, mel, llegums i vi, amb bestiar i caça de diferents espècies. Hi havia una fàbrica de roba de baixa qualitat. L'Estany exportava aquesta roba i els fruits sobrants. Hi havia 106 veïns (caps de casa) i 492 ànimes (habitants).
A la Geografia General de Catalunya dirigida per Francesc Carreras i Candi i publicada el 1910, Cels Gomis, encarregat del volum dedicat a la província de Barcelona, dedica un apartat a l'Estany. S'hi pot llegir que, juntament amb el caseriu dels Caputxins, reuneix 131 cases, amb 440 habitants de fet i 452 de dret. A part de l'església parroquial, hi ha un convent de monges dominiques, una costura i un estudi municipals, dos hostals i servei de tartana per a anar a Caldes de Montbui. Hi havia en aquell moment una fàbrica de teixits de llana i una filatura de cotó. S'hi celebrava la Festa Major el 8 de setembre, i s'hi feia fira el 8 de desembre. La resta de l'article està dedicat al monestir.

## Política
Alcaldes

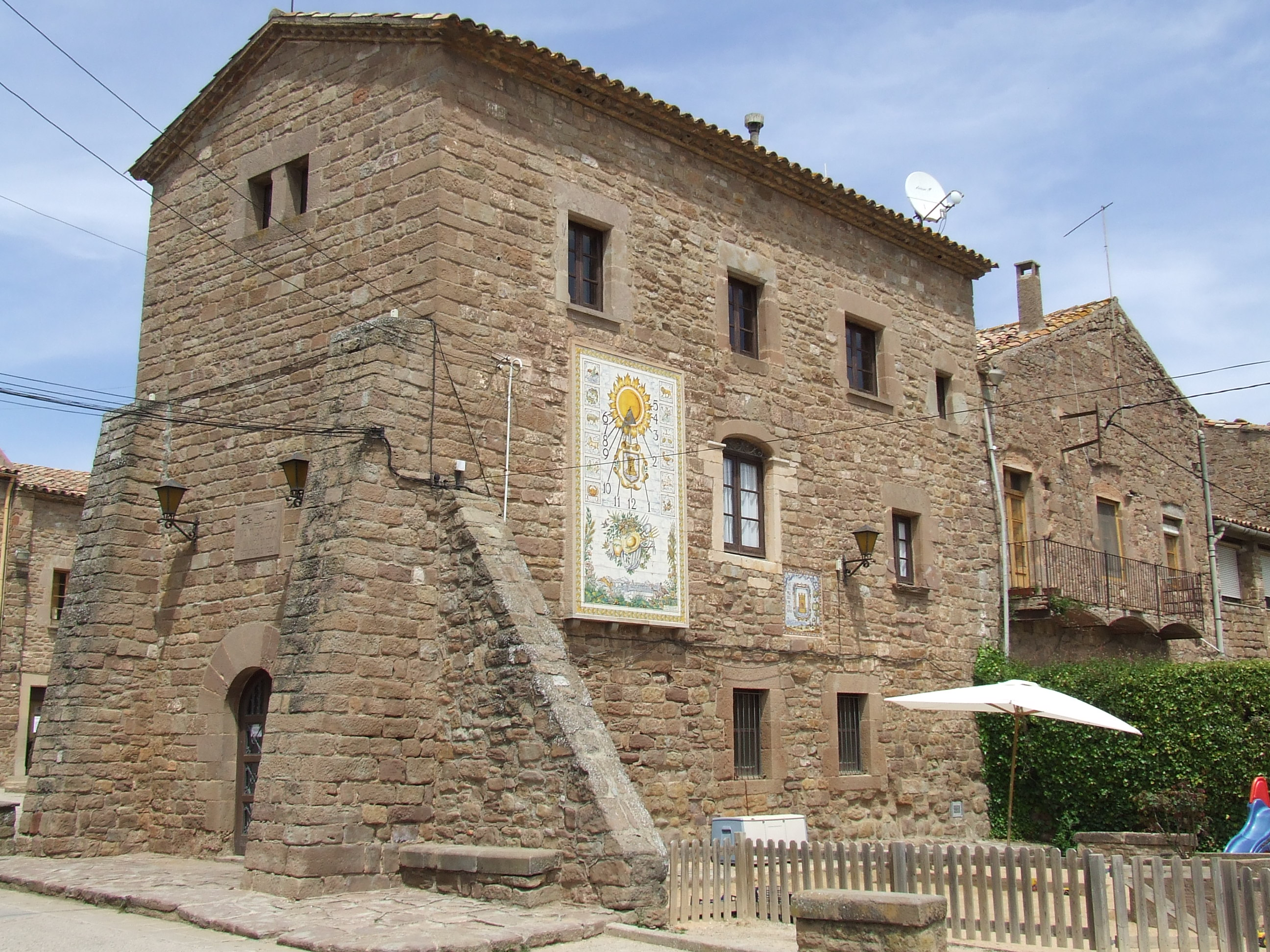
La Casa de la Vila, a l'antiga casa abacial del monestir de l'Estany

- Joan Font i Prat (1979 - 1987, dues legislatures)
- Josep Tuneu i Magaz (1987 - 1991, una legislatura)
- Joan Font i Prat (1995 - 1999, una legislatura)
- Josep Sindreu i Portabella (1999 - 2007, dues legislatures)
- Salvador Tresserra i Purtí (2007 - 2023, quatre legislatures)
- Enric Maria Rovira i Vila (des del 2023).

## Regidors
Des del 1979, l'Estany ha tingut els regidors següents: Maria Teresa Almodóvar i Salvat, Dolors Basachs Mendoza, Carles Bescós Tort, Leandre Blancafort Bach, Esteve Carbó Ponce, Àlex Casals i Sansolí, Isabel Casas Navarrete, Joan Codina Casals, Jordi Codina Cutrina, Enric Crespi Ferrer, Donato Doblado Catalán, Manel Doblas Pinto, Lluís Farràs Perarnau, Salvador Farràs Purtí, Joan Font Prat, Joan Franquesa Prat, Immaculada Franquesa Sentias, Josefa García Conde, Joan Mas i Sors, Raimon Maurí Aurell, Josep Mauri i Carreras, Joaquim Padrós Franquesa, Albert Paixau i Puigoriol, Marta Paixau i Puigoriol, Joan Prat Forcada, Llorenç Prat Franquesa, Joan Prats Canet, Josepa Prats Sallés, Joan Prat Solà, Neus Prat i Vila, Pilar Pressegué Peñacoba, Joan Purtí Ortiz, Miquel Riera Franquesa, Jaume Rovira Vila, Eduard Sentias i Clotet, Llorenç Sentias Font, Josep Sentias Vilageliu, Josep Sindreu Portabella, Jordi Tort i Gómez, Josep Tresserra Monells, Salvador Tresserra i Purtí, Eudald Toralles Ibàñez, Jordi Tort i Gómez, Mireia Tuneu Gonzàlez, Josep Tuneu Magaz, Immaculada Franquesa Sentias,  Maria Ardiaca Martinez,  Maria Teresa Almodóvar Salvat, Albert Paixau Puigoriol, Agnès Rotger Dunyó, Lluís Serra Reyes i Enric Maria Rovira Vila.

### Legislatura 2023-2027[6]
| Candidatura | Candidatura | Cap de llista           | Vots | Regidors | % vots |
| ----------- | ----------- | ----------------------- | ---- | -------- | ------ |
|             | ERC-AM      | Enric Maria Rovira Vila | 176  | 7        | 64,04  |
|             |             |                         |      |          |        |
| Total       | Total       | 367                     | 367  | 7        |        |

- Enric Maria Rovira i Vila (ERC-AM), batlle
- Immaculada Franquesa i Sentias(ERC-AM), regidora
- Maria Teresa Almodóvar i Salvat (ERC-AM), regidora
- Maria Ardiaca i Martinez (ERC-AM), regidora
- Albert Paixau i Puigoriol (ERC-AM), regidor
- Agnès Rotger i Dunyó (ERC-AM), regidora
- Lluís Serra i Reyes (ERC-AM), regidor.

## Entitats
Les associacions de l'Estany són l'Associació per a la Gent Gran, Ciclisme, Associació de caçadors, Cantaires de l'Església i Cantaires populars, Ampa de l'escola, Pares i mares de l'escola Bressol, Escacs de l'Estany i ACR.
L'ACR, Associació Cultural i Recreativa de l'Estany, és una entitat sense ànim de lucre. Organitza la festa dels Patges i Reis, el foc de Sant Joan, la Caminada Popular, i altres activitats durant tot l'any, com una Calçotada Popular a l'hivern, i a l'estiu espectacles a la Plaça del Monestir i al Claustre.
El Museu del monestir de Santa Maria de l'Estany

## Personatges il·lustres
- Felip Graugés i Camprodon (1889-1973), ferrer, poeta i periodista
- Josep Roig i Ginestós (1898-1993), notable ceramista
- Josep Tresserras i Molera, historiador
- Joan Codina Puigsaulens, historiador